# 天津風 (陽炎型駆逐艦)
天津風（あまつかぜ）は、大日本帝国海軍の駆逐艦。
艦名は初代天津風の襲用。意味は「天を吹く風」。

## 概要
一等駆逐艦天津風（あまつかぜ）は、日本海軍が舞鶴海軍工廠で1939年（昭和14年）2月から1940年（昭和15年）10月にかけて建造した陽炎型駆逐艦。
日本海軍の駆逐艦としては、初代「天津風」（天津風型駆逐艦）に続いて2代目。
本艦は、陽炎型駆逐艦の9番艦である。天津風のみ次世代型駆逐艦島風用の試作機関を搭載していた。
竣工後、第16駆逐隊に所属。太平洋戦争開戦以後、同駆逐隊の陽炎型4隻（初風、雪風、天津風、時津風）は南方作戦（フィリピン攻略戦、蘭印作戦、スラバヤ沖海戦）、クリスマス島攻略作戦（天津風のみ）、ミッドウェー海戦（輸送船団護衛）、第二次ソロモン海戦等、数々の海戦に参加。
1942年（昭和17年）8月下旬の第二次ソロモン海戦における第16駆逐隊2隻（天津風、時津風）は、重巡利根と共に沈没した空母龍驤を救援。10月下旬の南太平洋海戦における16駆4隻は南雲機動部隊の直衛艦として参戦。
11月中旬、16駆2隻（天津風、雪風）は第三次ソロモン海戦に参加。天津風は夜戦で損傷し、内地に帰投した。
1943年（昭和18年）1月に修理完了、その後は主に輸送船団や艦隊の護衛任務に従事した。2月には損傷した駆逐艦「春雨をウェワクから曳航している。
12月上旬より海上護衛総司令部の作戦指揮下に入る。
1944年（昭和19年）1月初頭、第16駆逐隊2隻（天津風、雪風）は空母千歳と共に第一海上護衛隊に所属してヒ31船団を護衛中、天津風は1月16日に米潜水艦の雷撃を受けて大破。船体の前半部分（艦首〜艦橋）を喪失し、船体後部のみ駆逐艦朝顔に曳航されてサイゴンに到着した。第16駆逐隊は3月31日附で解隊。応急修理後の天津風はシンガポールで修理を行う。
1945年（昭和20年）3月下旬、天津風は仮艦首を装備してヒ88J船団に加わり日本本土へ帰投中、4月上旬にアメリカ軍機の攻撃を受け大破。アモイで座礁し、自沈した。戦後、艦名は海上自衛隊の護衛艦「あまつかぜ」に引き継がれた。

## 高温高圧缶の採用
天津風は後に次世代型駆逐艦島風で採用した高温高圧缶（ボイラー）をテストケースで搭載したことで知られる。他の陽炎型駆逐艦の缶の発生する蒸気は圧力30 kgf/cm2 (430 lbf/in2)、温度350℃であったが、天津風のそれは圧力40 kgf/cm2 (570 lbf/in2)、温度400℃であった。高温高圧の缶を採用することで機関はコンパクトになり、燃費も向上する。天津風は全速発揮時1時間1馬力あたり0.305kgの燃料を消費するが、陽炎の消費量に比べて0.040kg少なく、吹雪20 kgf/cm2 (280 lbf/in2)より0.135kg少なかった。天津風の試作機関は小型の大出力機関を開発するのに必要な技術であった。ただし、天津風の機関出力は他の陽炎型と同じく5万2000馬力に設定され、巡航時の燃料消費量もさほどかわらなかった。 

## 艦歴

### 太平洋戦争
舞鶴海軍工廠で1939年（昭和14年）2月14日起工。8月25日、天津風（アマツカゼ）と命名された。同時に姉妹艦の時津風も命名された。同日附で3隻（隅田、天津風、時津風）は艦艇類別等級表に類別される。
同年10月19日、天津風は進水。1940年（昭和15年）10月26日に竣工。呉鎮守府籍。同年1月27日編制（初代駆逐隊司令島崎利雄大佐）の第16駆逐隊は陽炎型2隻（黒潮、雪風）だったが、2月15日に初風、11月15日に時津風、12月15日に天津風がそれぞれ編入され、それにともない黒潮は11月15日附で第15駆逐隊へ転出した。
1941年（昭和16年）7月25日、島崎司令は軽巡洋艦川内艦長へ転任、渋谷紫郎大佐（前職第7駆逐隊司令）が第16駆逐隊新司令として着任した。第16駆逐隊は渋谷司令指揮下のもと、陽炎型4隻（雪風、時津風、天津風、初風）で編成され、第二水雷戦隊に所属して開戦を迎えた。第16駆逐隊はさらに第一小隊（雪風、時津風）、第二小隊（天津風、初風）で構成されていた。第二水雷戦隊（司令官田中頼三少将：旗艦神通）は第8駆逐隊（朝潮、荒潮、大潮、満潮）、第15駆逐隊（親潮、黒潮、早潮、夏潮）、第16駆逐隊、第18駆逐隊（陽炎、不知火、《朝潮型駆逐艦：霞、霰》）から編制されており、15駆・16駆・18駆が陽炎型を主力としていた。だが、第18駆逐隊は機動部隊警戒隊に属し真珠湾攻撃に参加。16駆以下の二水戦各艦とは別行動であった。 
太平洋戦争における天津風の最初の任務は第四航空戦隊（司令官角田覚治少将）空母「龍驤」航空隊の支援であった。第二水雷戦隊旗艦神通、初風と共に飛行機帰投線を構成し、12月8日のダバオ空襲を終えて帰投する龍驤航空隊を誘導している。11-12日、第2小隊（天津風、初風）は第五戦隊（重巡洋艦妙高、那智、羽黒）と合流してそれらの直衛艦となり、レガスピー攻略作戦を支援する。16日、パラオに帰投。
陸軍輸送船団を護衛してパラオを再出撃し、12月20日のダバオ攻略作戦において姉妹艦の親潮と共に陸軍輸送船団の護衛を行った。上陸作戦が開始されると天津風は湾内に突入、内火艇を派遣してダバオ市南岸の桟橋一帯掌握を試みる。陸軍に先んじて海軍側で桟橋を確保しようという企図で、中国大陸ではよくある事例だったという。だが天津風内火艇は連合軍兵の反撃により危機に陥り、天津風が支援砲戦を開始したところ、ダバオ市内で爆発が発生する。流れ弾がガソリンタンクを破壊したと見られる。この上陸作戦で天津風は小型艇1隻を撃沈、桟橋付近の数十隻を拿捕という戦果を上げ、一名の戦死者を出した。のちに陸軍側から抗議されたが、戦時中のため有耶無耶となった。ダバオ占領後は、メナド、ケンダリー、アンボン、クーパンの各攻略作戦に参加している。また各地区において、開戦と同時に拘束されていた在フィリピン邦人の救出も行った。
1942年（昭和17年）2月26日、原艦長の回想によれば天津風はスラバヤ方面でオランダ病院船オプテンノールを臨検し拿捕する。ただしオランダ側の記録では、26日のオプテンノールはスラバヤ港に停泊中であった。
2月27日、天津風以下第二水雷戦隊はスラバヤ沖海戦に参加して砲戦雷撃戦を行うが、第五戦隊（那智、羽黒）、第二水雷戦隊（神通、雪風、時津風、天津風、初風、江風、山風、潮、漣）、第四水雷戦隊（那珂、村雨、五月雨、夕立、春雨、朝雲、峯雲）各艦が発射した酸素魚雷はほとんど自爆してしまった。戦史叢書では『魚雷爆発尖が鋭敏だった事による早爆説』を採っているが、天津風水雷長は疾走中の魚雷同士が衝突して爆発した可能性を指摘している。戦闘後、天津風はオプテンノールをバンジャルマシン基地へ連行した（天津風水雷長の回想では3月9日拿捕）。
これは天津風の独自判断ではなく、第四水雷戦隊・第2駆逐隊（村雨、夕立）が臨検していたオプテンノール護送を引き継いだだけである。後日、オプテンノールは日本海軍に編入され特設病院船天応丸（最終的に第二氷川丸）となった。村雨（天津風）によるオプテンノールの臨検・拿捕・抑留そのものは『病院船は戦闘の妨害をしてはならない/重大な事情があり必要なときは病院船を抑留することができる』ため、国際法には違反していないとみられる。
1942年3月1日、天津風は24時間以内に2隻の潜水艦を撃沈、または撃沈に加担するという記録を樹立しました。午前1時、天津風の偵察兵は浮上中の潜水艦USSパーチ（SS-176）を発見し、砲撃を開始しました。12.7cm砲弾3発が命中しました。初風も天津風に合流し、間合いを詰めながらそれぞれ6発の爆雷を投下しました。爆雷攻撃によりパーチの船体は修復不能な損傷を受け、機関とボイラーの半分が破壊され、計器の90%が破壊され、複数の魚雷発射管が脱落しました。その後2日間、致命傷を受けたパーチは、駆逐艦潮と漣の爆雷と砲撃によって撃沈されました。その日の深夜、天津風はオランダ潜水艦K-10を発見し、4発の爆雷を投下してK-10に甚大な被害を与えた。K-10は当初は生き残ったが、天津風の被害によりオランダ領東インドからの脱出が不可能となり、翌日スラバヤで自沈した。
3月3日、天津風の艦橋にいた原為一は、遠くに明滅する光を発見した。それは敵潜水艦の甲板でタバコに火をつけている水兵だった。神通と天津風の両艦に魚雷が発射され、天津風が砲撃を開始した。潜水艦に命中したとみられ、至近距離から最後の爆雷を投下した。油漏れが見つかり、潜水艦は沈没と判断された。この潜水艦はしばしばひどく損傷した止まり木のように描写されるが、この日、天津風の位置から数十マイル離れた場所で、潮の砲撃によって既に沈没していた。沈没した潜水艦の正体は依然として不明である。有力候補の一つはUSS S-38 (SS-143)で、軽巡洋艦を攻撃し、緊急潜航した後、浮上後に駆逐艦と交戦し、大きな損傷を受けながらも生き残ったと報告されている。彼女が交戦した巡洋艦が鬼怒か神通かは資料によって異なるが、もし神通だったとしたら、天龍にとっては完璧な標的だっただろう。
また、当時艦長であった原為一中佐は自著の中で、3月8日に米潜水艦シャークを撃沈したと記述している（アメリカ軍記録と異なる）。3月下旬、クリスマス島攻略作戦に参加。4月1日、物資揚陸中に軽巡那珂がアメリカ潜水艦シーウルフの雷撃で大破。天津風は軽巡洋艦名取に曳航される那珂を護衛して帰投した（日本軍のクリスマス島占領）。
ミッドウェー作戦では攻略部隊を乗せた輸送船の護衛に当たり、5月28日にサイパンを出撃する。6月4日、アメリカ軍哨戒機の雷撃により輸送船1隻が小破したが、輸送船団が本格的にアメリカ軍と交戦することはなかった。
6月13日、二水戦（神通、初風、雪風、天津風、時津風）はトラックを発ち、21日横須賀へ帰投している。8月1日、第16駆逐隊司令は渋谷大佐から荘司喜一郎大佐に交代した。

### ガダルカナル島の戦い
8月7日、アメリカ軍はフロリダ諸島とガダルカナル島に上陸を開始、ガダルカナル島の戦いがはじまる。8月11日、天津風は日本本土を出港してソロモン方面へ進出した。第二次ソロモン海戦では、空母龍驤、重巡洋艦利根（第八戦隊）、16駆2隻（天津風、時津風）により機動部隊支隊（陽動部隊）を編制、8月24日に第三艦隊本隊より分離してガダルカナル島へ向かう。同日、龍驤は米空母サラトガ艦載機の攻撃により沈没した。天津風は支隊指揮官（第八戦隊司令官原忠一少将）より龍驤曳航を下令されていたが浸水により実施できなかった。支隊各艦は龍驤乗組員と不時着機搭乗員の救助を行った。
10月12日、「天津風」と「雪風」はヌデニ島グラシオサ湾を偵察した。
10月24日-26日、南太平洋海戦に参加。第三艦隊司令長官南雲忠一中将指揮下の機動部隊本隊（第一航空戦隊《翔鶴、瑞鶴、瑞鳳》、重巡《熊野》、第4駆逐隊《嵐、舞風》、第16駆逐隊《雪風、初風、時津風、天津風》、第17駆逐隊《浜風》、第61駆逐隊《照月》）を編成。天津風は空母翔鶴の護衛として活動し、不時着した機体から搭乗員13名を救助した。
トラック島では、天津風は大規模な日本軍機動部隊と合流した。ヘンダーソン飛行場（アメリカ軍に占領され、日本艦艇への攻撃に効果的に利用されていた旧日本軍の航空基地）への大規模な砲撃を再び実施することを目標に、部隊の主力艦艇は戦艦比叡と霧島で構成され、それぞれ356mm砲8門と各種の小砲を装備していた。比叡は阿部提督の旗艦を務めた。部隊は軽巡洋艦長良と天津風を含む11隻の駆逐艦に護衛された。部隊は1942年11月9日に出撃した。当初、駆逐艦隊は標準的な隊形を組んで付近の大雨の方向へ向かったが、大雨によって隊形が乱れ、駆逐艦隊は小隊に分かれて活動した。その結果、天津風は駆逐艦雪風、照月と共に部隊の中央左翼で活動することとなった。

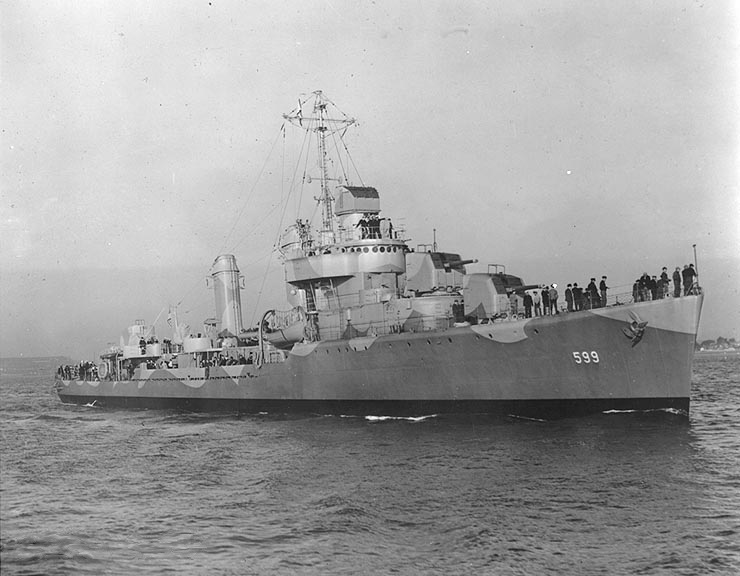
USSバートン（DD-599）、天津風の魚雷2発により沈没

13日早朝、部隊は航行中、午前1時25分頃、敵艦接近の兆候を確認した。重巡洋艦2隻、軽巡洋艦3隻、駆逐艦8隻からなる部隊が部隊を迎え撃った。午前1時48分、比叡と駆逐艦暁は軽巡洋艦アトランタに照明弾を照射し、近距離戦となった。暁は撃沈された。天津風部隊は戦闘の真っ只中にあり、雪風と照月が敵と交戦する間、天津風は駆逐艦雷と雷によって足止めされた。雷と雷はアメリカ艦隊への反撃を準備し、暁を撃沈した（アトランタも撃沈することに成功した）。天津風が一発射撃する前に、駆逐艦カッシングの攻撃を受けた。 127mm砲弾が天津風の周囲に降り注ぎましたが、直撃を受ける前に軽巡洋艦長良率いる駆逐艦雪風と春雨がクッシングを突破し、無力化しました。最終的に照月がクッシングを撃沈しました。

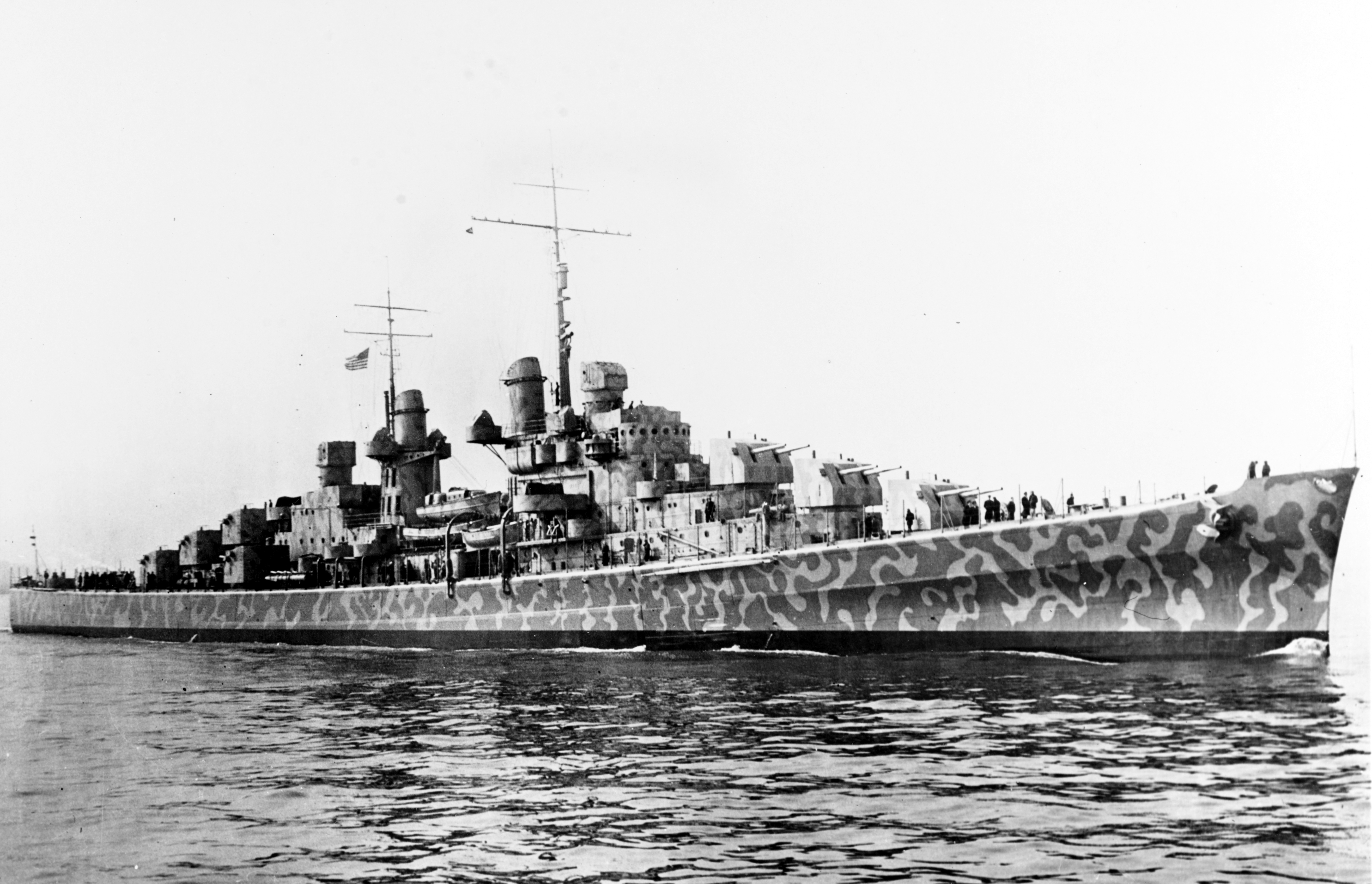
USSジュノー（Cl-52）、伊26と天龍の魚雷1本ずつにより沈没。

航路は確保され、原艦長は水雷戦の知識を駆使し、天津風に全速力で突撃し敵艦と交戦、撃沈するよう命じました。天津風が比叡を通過し射程内に入ると、長良から発射された星型の砲弾が、比叡に向けて砲撃していたアメリカ駆逐艦フレッチャー、モンセン、アーロン・ワード、バートンを照らし出しました。約5,000メートルの地点で天津風は射程内に入り、魚雷専門家は93式魚雷8本を準備しました。3,000メートル地点で、幾度もの照準調整を経て、魚雷は発射されました。原艦長の水雷戦訓練が実を結んだのです。アーロン・ワードとモンセンは優れた機動性により、魚雷の命中を辛うじて免れたものの、長槍の攻撃は避けるのが精一杯だった。バートンは不運だった。機動中のアーロン・ワードとの衝突を避けるため減速を余儀なくされ、速度を回復する前に天津風の魚雷2本を機関室とボイラー室に命中した。バートンは炎上し、蒸気を噴き上げ、艦は2つに分裂し、数分のうちに沈没。乗組員164名が死亡した。
その後、天津風は比叡の位置まで後退し、数分間かけて魚雷を再装填した。やがて天津風は軽巡洋艦ジュノーの砲火を浴びている駆逐艦夕立を発見した。命中弾はなかったものの、天津風は夕立を援護するため、新たに装填した魚雷でジュノーに接近し、攻撃を開始した。 4本の魚雷が発射され、約3分後、1本がジュノーの左舷に命中しました。魚雷はジュノーの竜骨と射撃管制装置を破壊し、すべての動力と銃器を使用できなくなりました。ジュノーは時速13ノット（24 km/h、15 mph）で航行不能となり、戦闘から撤退を余儀なくされました。もし天津風が8本の魚雷すべてを発射していたら、ジュノーは即座に沈没していたでしょう。しかし、その日の朝遅く、まだ損傷が残っている巡洋艦は、日本の潜水艦伊26が発射した別の魚雷に命中しました。この魚雷は天津風の魚雷とほぼ同じ場所に命中し、船体を真っ二つに割って沈没させました。乗組員は10人を除く全員が死亡しました。サリバン兄弟5人全員がジュノーで戦死しました。これが米国の「生存者政策」の根拠となり、戦闘で兄弟のうち1人を除いて全員が死亡した場合、残った1人の兄弟には名誉除隊が与えられるとされた。
ジュノーの撃沈に貢献した後、天津風は比叡との合流を試みた。巡洋艦や駆逐艦からの砲火を浴びる中、唯一目立っていたのは比叡だった。しかし、その前に謎の「幽霊船」と衝突寸前まで追い込まれた。敵艦は動揺を見せず、原艦長は当初、潜水母艦の仁芸が何らかの形で戦場に迷い込んだと考えていた。しかし、サーチライトが点灯すると、謎の船は損傷した重巡洋艦サンフランシスコであることが判明した。比叡と霧島の砲火で甚大な被害を受け、軍艦にしては小さすぎるように見えたにもかかわらず、沈没はしていなかった。天津風は残っていた最後の魚雷を発射し、砲兵隊はこの戦闘で初めて6門の127mm砲を発射した。射程距離が短かったため、砲弾のほぼ全てが命中したと伝えられている。 127mm砲弾はサンフランシスコの残っていた左舷副砲を破壊し、艦橋に火災を引き起こし、士官と乗組員数名を殺害した。しかし、原は驚いたことに魚雷の爆発を目撃しなかった。これは、九三式魚雷が500メートル以内で爆発するのを防ぐ安全装置を艦に設置し忘れていたためであり、友軍誤射を防ぐためであった。そのため、魚雷はサンフランシスコに損害を与えなかった。
苛立ちのあまり、原はサーチライトが点灯していることを忘れていた。彼はサーチライトを消すよう命じたが、時すでに遅し。明るい光は軽巡洋艦ヘレナの注意を引いてしまったのだ。152mm砲弾が天津風の周囲に降り注ぎ、天津風が煙幕を展開しようとしたまさにその時、3発目の斉射が射撃管制室に命中し、中の全員が死亡した。さらに152mm砲弾が無線室に命中した。さらに3発の命中により、天津風の油圧系統が機能停止し、主砲と操舵輪が使用不能となった。第二缶室に被弾・浸水して左舷に14度傾斜、艦上部構造物にも多数の命中弾があり、戦死者45名、負傷者31名を出した。しかし、救いの手が差し伸べられた。朝雲、村雨、五月雨の3隻の駆逐艦がようやく浮上し、ヘレナに突撃したのだ。これによりヘレナの注意は天津風から逸らされ、ヘレナは煙幕に隠れることができた。原は、村雨が魚雷でヘレナを「沈める」のを見守った（ヘレナは実際には大きな損傷を受けなかった）。
天津風の機関部は損傷を受けていたものの無傷で、乗組員は煙幕に隠れながら船尾付近の舵を手動で操作し、応急修理を行った。一方、天津風の乗組員は、朝雲、村雨、五月雨の砲撃によって駆逐艦門川が沈没するのを見守った。戦闘が終結に近づくと、天津風は20ノット（時速37km）で航行しながら戦闘から撤退した。夜が明けると、天龍はアメリカ機と小規模な戦闘を行ったが、爆撃機の照準が不正確で目標を外した。その後の空襲はなく、すべての空襲はサンフランシスコの砲弾で舵を損傷した比叡に集中し、天龍は撃墜された。やがて天龍は、比叡を救援に駆けつけた駆逐艦（雪風）と遭遇した。一方、天龍は無傷で生き延びていた。甲板上で乗組員が挨拶を交わしている最中、天龍は通り過ぎていった。14日、天龍はトラック島に到着し、港に停泊中の艦艇の水兵たちの歓迎を受けた。
一連の戦闘中、天津風は砲弾151発（残り745発）と魚雷16本（残り0本）を発射した。
1月26日、「天津風」の修理完成。2月4-5日、「天津風」と重巡洋艦「鈴谷」は内地を出撃。2月10日、トラック諸島へ進出した。以降はトラックを中心に各地への船団護衛に従事した。
2月15日、「天津風」は駆逐艦「浦風」とともにトラックを出港。2隻はまず空母「瑞鳳」飛行機隊基地員180名と基地物件をウェワクへ輸送した。これは陸軍部隊のウェワクへの輸送（丙三号輸送）に伴うものであった。2月17日にウェワクに着いて輸送を終えると、今度は被雷損傷していた駆逐艦「春雨」を「天津風」が曳航し、「浦風」、救難艦「雄島」とともに同日トラックへ向けて出発。途中、悪天候で曵索が切断され、曳航は「浦風」にかわった。2月23日、トラックに到着。
3月31日、「天津風」は駆逐艦「谷風」と共に南東方面部隊に編入された。「天津風」はハンサ、ウエワク、パラオへの輸送任務に従事した。
4月以降「天津風」は以下のような輸送船団護衛に従事した。
- 第二次ハンサ輸送 - 独立工兵3個連隊と第二十師団の一部のハンサ湾[79]への輸送で、駆逐艦「谷風」、「第二十六号駆潜艇」、「第三十四号駆潜艇」とともに輸送船6隻[80]を護衛[81]。船団は4月6日にパラオから出発し、4月12日にハンサ湾に到着[82]。同日、爆撃を受けて輸送船「しどにい丸」が被弾し擱坐した[83]。翌日は悪天候のため揚陸作業は打ち切られ、「天津風」は「第三十四号駆潜艇」とともに輸送船2隻[84]を護衛してパラオへ向かった[82]。他はウェワクへ向かい、残りの物件を揚陸した[82]。
- 第三次ウェワク輸送 - 第四十一師団歩兵第二百三十七連隊などのウェワクへの輸送で、駆逐艦「浦風」、「第二十六号駆潜艇」、「第三十四号駆潜艇」とともに輸送船5隻[85]を護衛[82]。4月26日にパラオから出発し、5月1日にウェワク到着[82]。同日揚陸を完了しパラオへ向かった[82]。
- 第四次ウェワク輸送 - 野戦高射砲第六十二大隊などのウェワクへの輸送で、「浦風」、「第三十四号駆潜艇」とともに「新玉丸」ほか輸送船4隻を護衛[86]。5月8日にパラオから出発し、5月13日にウェワクに到着して揚陸し、5月17日にパラオに帰投[86]。
- 第三次ハンサ輸送 - 第二十師団歩兵第七十八連隊第一大隊、野戦高射砲第六十三大隊などのハンサ湾への輸送で、「浦風」とともに輸送船3隻を護衛[87]。5月23日にパラオから出発し、5月28日にハンサ湾に到着[86]。翌日揚陸完了し、6月3日にパラオに帰投[86]。
- 第四次ハンサ輸送 - 歩兵第七十八連隊主力などのハンサ湾への輸送で、「浦風」とともに輸送船5隻[88]を護衛[89]。6月21日にパラオから出発し、6月27日にハンサ湾に到着[89]。同日中に揚陸完了し、7月2日にパラオに帰投[89]。
- 第六次ウェワク輸送 - 「浦風」、「白鷹」とともに輸送船3隻[90]を護衛して7月6日にウェワクに到着[89]。帰路、輸送船「東豊丸」が故障のため航行不能となり「天津風」が曳航した[89]。

この間の5月1日、第16駆逐隊司令は荘司大佐（5月20日附で軽巡川内艦長）から鳥居威美大佐に交代した。
7月下旬、「天津風」と「浦風」は重巡洋艦「青葉」、給糧艦「伊良湖」を護衛して内地へ帰投する。8月1日、4隻は呉に到着した。整備、補給、乗組員の休養を行う。
8月17日、主力部隊（戦艦3隻《大和、長門、扶桑》、空母《大鷹》、巡洋艦3隻《愛宕、高雄、能代》、駆逐艦部隊《涼風、海風、秋雲、夕雲、若月、天津風、初風》）として呉を出撃し、23日トラックへ進出。
9月、第16駆逐隊（天津風、初風）は、第三水雷戦隊、第10駆逐隊、第17駆逐隊（磯風、松風《臨時編入》）と共にコロンバンガラ島守備隊救出作戦（「セ」号作戦）を支援する。
11月1日、軽巡阿賀野（第十戦隊旗艦）、麾下駆逐艦（初風、若月、涼月、長波）等は第一航空戦隊（翔鶴、瑞鶴、瑞鳳）の基地物件をラバウルへ輸送した。11月2日、駆逐艦3隻（天津風、島風、漣）はタンカー2隻（日章丸、日栄丸）を護衛してトラックを出発、ラバウルへ向かった。だが日章丸は空襲により損傷、島風は日栄丸を護衛してラバウルへ向かった。2隻（天津風、日章丸）はトラックへ戻った。
この時、ラバウル方面ではブーゲンビル島沖海戦が生起、軽巡川内が沈没し、十戦隊からは初風が沈没した。初風は翌年1月15日附で除籍され、第16駆逐隊は2隻（天津風、雪風）に減少した。
12月3日、軽空母千歳、第16駆逐隊（天津風、雪風）は第三艦隊より海上護衛総司令部（司令長官及川古志郎大将）へ臨時編入され、附属部隊となった。12月6日附で第16駆逐隊司令は鳥居大佐から古川文次大佐に交代。
12月7日、3隻（千歳、天津風、雪風）は船団2隻（伊良湖、靖国丸）を護衛してトラック泊地を出発。14日、横須賀へ帰投した。12月16日、3隻（千歳、天津風、雪風）は呉鎮守府司令長官の指揮下に入る。翌日、呉に到着した。

### 船体断裂
1944年（昭和19年）1月4日、3隻（千歳、天津風、雪風）は呉鎮守府部隊より除かれ、第一海上護衛隊の指揮下に入り高速石油船団（ヒ船団）の護衛に投入される。
1月11日門司を出港、3隻（空母《千歳》、駆逐艦《天津風、雪風》）は『ヒ31船団』（運航指揮官細谷資彦大佐。御宝山丸、厳島丸、北陸丸、建川丸）を護衛しシンガポールに向かう。天津風には第16駆逐隊司令古川文次大佐が乗艦していた。
1月16日夕刻、本艦は南シナ海で浮上していたアメリカ潜水艦レッドフィンを発見した。天津風は単艦で追撃・砲撃を行うも、船団護衛に戻ろうと左に転舵したところレッドフィンの雷撃を受けた。
被雷地点北緯14度40分 東経113度50分 / 北緯14.667度 東経113.833度。
魚雷1本が左舷1番煙突直下に命中して第一罐室は全滅、荒れた天候のため前後に船体切断、艦橋を含む前部船体を喪失し、艦後部は応急処置に成功して沈没を免れたが後部缶室に浸水したため、残り1基のボイラーも停止して航行不能となる。古川大佐を含む船体前部乗組員34名は船体後部へ泳いで合流しようとしたが水雷長・航海長・下士官1名以外行方不明となり、一方田中正雄艦長は切断前に後部へ移動しており無事だった。
戦死者は86名（第16駆逐隊司令、砲術長、便乗者含む）。
天津風は直ちに救援緊急電を発信したが、艦橋を失って海図がないため被雷位置が100浬ずれており、友軍捜索機に発見されなかった。一週間ほど漂流。やむを得ず天津風より電波を発射して高雄市-マニラ-サイゴン無線所による方位測定をおこない、1月23日になって第705海軍航空隊所属の一式陸上攻撃機に『後部』を発見される。航空隊の誘導により駆逐艦朝顔、第十九号駆潜艇が到着し、朝顔の曳航によりサンジャックを経由して1月30日サイゴンに入港した。

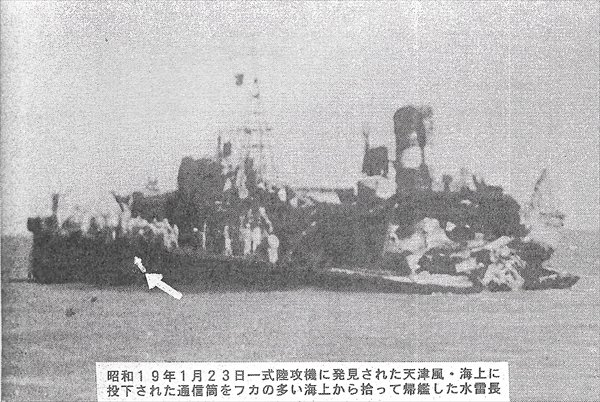
救助活動中に三菱G4Mが撮影した、損傷した天津風

2月5日、3隻（千歳、天津風、雪風）は第一海上護衛隊より除かれ、7日には海上護衛総司令部の作戦指揮下を離れた。
3月31日をもって第16駆逐隊は解隊、雪風は陽炎型（不知火型）4隻（浦風、磯風、浜風、谷風）編制の第17駆逐隊に編入された。
天津風は11月8日までサイゴンで応急修理に従事した。天津風の修理中に生起したマリアナ沖海戦・レイテ沖海戦・多号作戦で日本海軍は事実上壊滅し、不知火型の残存艦も4隻（雪風、天津風、磯風、浜風）を残すのみとなった。

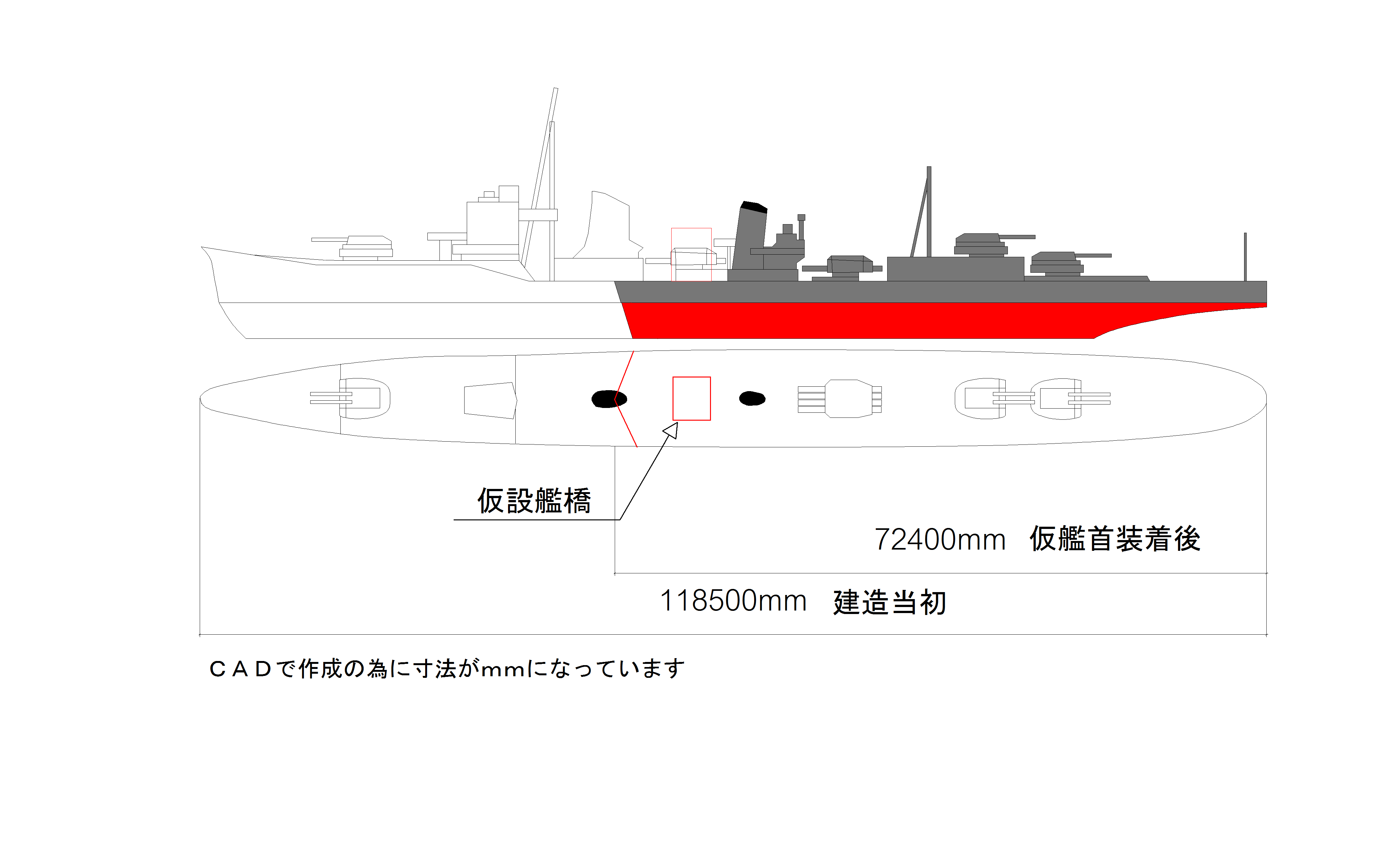
建造時と仮艦首装着時の比較図。

11月15日よりシンガポールの第101工作部で、1945年（昭和20年）1月まで修理を行う。修理内容は切断箇所から先に仮艦首を建造・装着して、その上に仮設の操舵艦橋と前部マストが設置された。これにより後部主砲2基の戦闘能力を取戻し、さらに13mm単装機銃3門と25mm単装機銃2門を増設、主ボイラー1基の復旧により20ノット強の速力が出せるようになった。その一方で本来の艦橋を喪失した事で、射撃指揮装置となる方位盤が無い為に砲側で照準・射撃を行う他無く、実際の砲撃力は4分の1以下と見るべきであった。また、水測兵器も使えず目視に依る見張に頼るしかなくなり、爆雷も全くの目算で投下するより他なかった。応急修理後の船型は第一罐室以前を失った為に第一煙突後部にあった魚雷発射管のところに艦橋を仮設、そのすぐ前方が仮艦首となり全長は72.4mとなった。この応急艦首は15ノットで航行していても30ノットのような大きい艦首波を発生させた。これが敵の錯覚効果を産み、的針・的速を見誤らせる効果が起り、後に潜水艦の雷撃が回避運動を行う必要が無い程前方を通過する事が何度も起った。
日本海軍は高性能の機関を搭載した天津風の本国修理を決定し、既に艦首と罐が舞鶴海軍工廠で製造中との連絡が入る。第十方面艦隊司令長官福留繁中将は天津風が日本に辿りつけるか懸念してシンガポールに残ることを薦めたが、新たに就任した森田艦長は内地での修理を決意した。

### 船団護衛
1945年（昭和20年）3月17日、第一南遣艦隊の命令により南号作戦の一環として、『ヒ88J船団』（輸送船7隻、護衛艦7隻）に加わっての本国帰投が決定する。
3月19日シンガポールを出港、『ヒ88J船団』を護衛し内地に向かった。途中、B-24リベーレーター爆撃機やB-25ミッチェル爆撃機の度重なる空襲、米潜水艦の襲撃によりヒ88J船団は全滅した。天津風は何度もアメリカ軍に襲撃され、とくに3月30日の海南島停泊中にB-25ミッチェル12機から反跳爆撃を受けた際には1発が命中（不発）、機銃掃射により1名戦死、1名重傷という損害を出した。4月2日、香港に入港、新たに編成された『ホモ03船団』に加わる。3日、B-24リベレーター50機の爆撃により択捉型海防艦満珠が大破着底、ホモ03船団は出港前から損害をこうむった。4月4日、天津風は満珠から25mm単装機銃2基、13mm単装機銃1基を貰い受けて応急装備すると、夕刻になってから香港を出港した。4月5日、輸送船甲子丸（乗員乗客約540名）が爆撃を受けて沈没、天津風と第二十号駆潜艇は約260名を救助し、第二十号駆潜艇は救助者を乗せて香港に避退した。第二東海丸は既に沈没し、天津風は無線機の故障で僚艦と連絡もとれず単艦で日本へ向かった。天津風砲術長によれば「分離行動は各個撃破され不利」と第十一海防隊司令（海防艦1号、134号）に発信したが、2隻は天津風を置いて先行した。だがアメリカ軍第345爆撃大隊（B-25ミッチェル62機）はB-24の蝕接により天津風を仕留めようと態勢を整えていた。

### 自沈

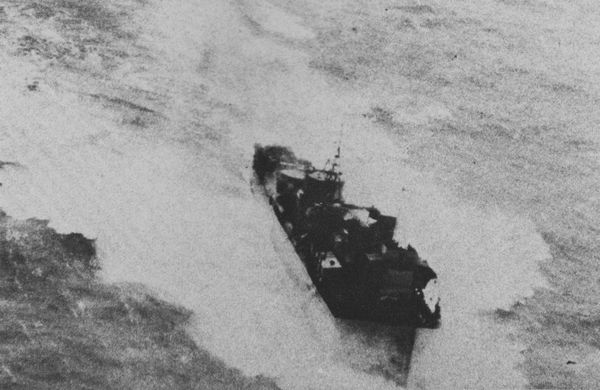
4月6日、B-25と交戦する天津風。応急艦首の形状、1番砲塔の喪失が判別できる。

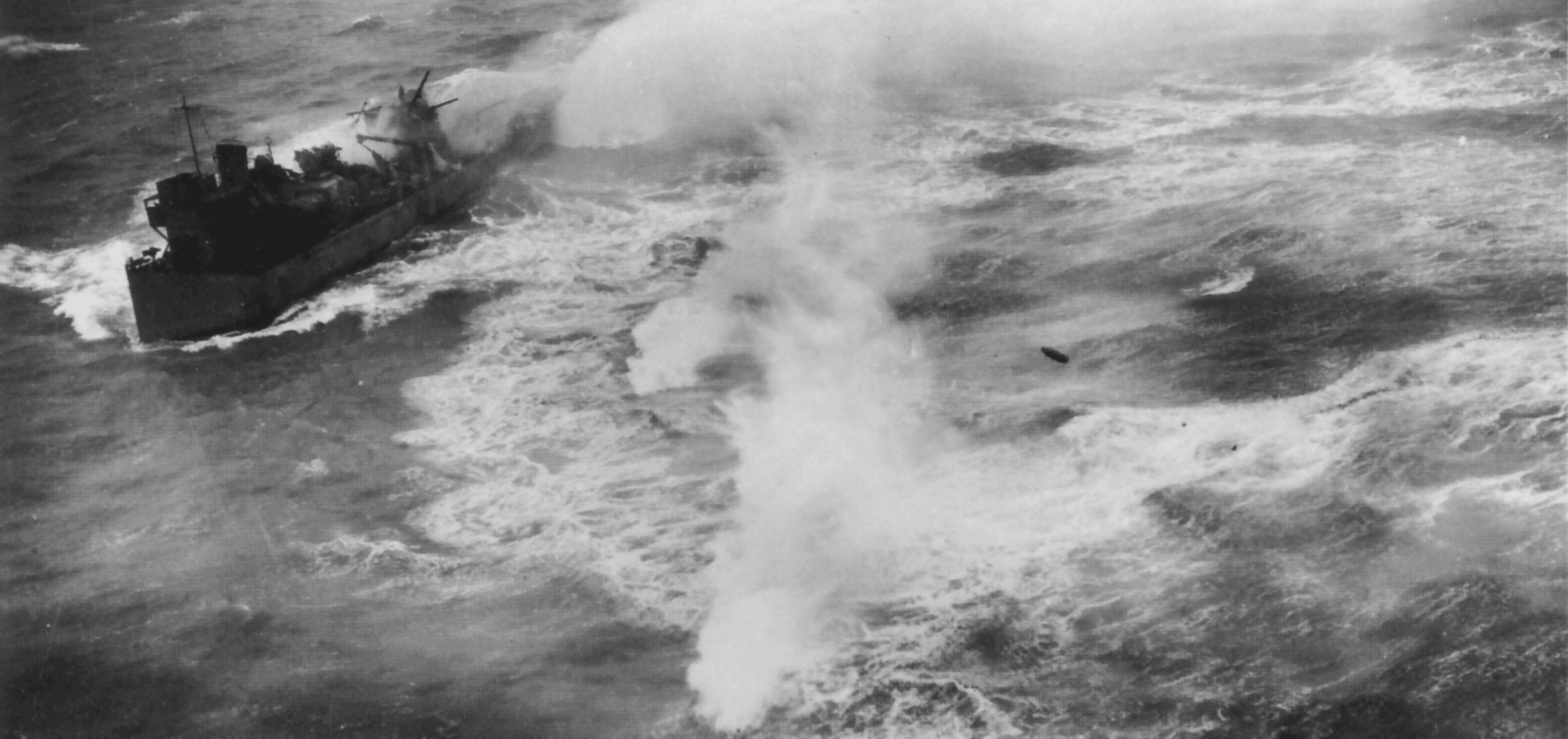
後部砲塔を破壊した爆弾の被弾後の状況

4月6日午前11時30分、アモイ沖にて第345爆撃大隊第501中隊が天津風より20浬先行していた「第一号海防艦」と「第百三十四号海防艦」を相次いで撃沈、続いて第500中隊が周囲を索敵し天津風を発見した。第500中隊第1小隊B-25ミッチェル3機は反跳爆撃で天津風に爆弾1発命中を主張するが実際には命中せず、逆に3番機が撃墜・墜落した。続く第498中隊（1機喪失）の反跳爆撃により500ポンド爆弾3発が船体後部に命中、主砲は全て破壊され、無線機・機関・舵は故障、火災が発生して左舷に傾斜した。アメリカ軍の記録によると、4月6日の戦闘で天津風は合計18機のB-25と交戦、計3機を撃墜し2機に損傷を与えた。天津風は一時は弾薬庫付近の火災により危機に陥るが、浸水により鎮火に成功、人力操舵により速力6ノット発揮可能となり、アモイまで自力航行した。

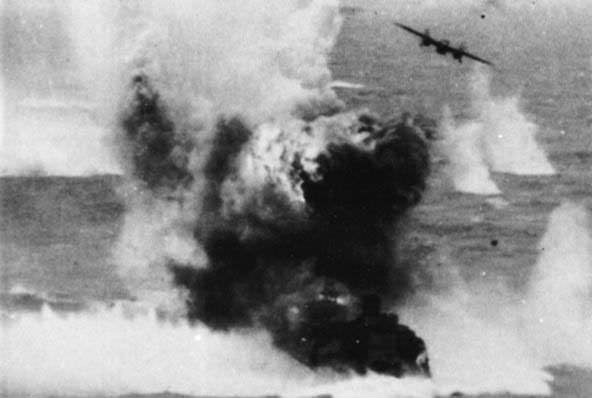
爆弾の直撃を受ける天津風

6日午後7時30分、天津風はアモイ湾内で機関停止したが機雷源通過後に推進機関損傷により機関再始動に失敗（潤滑油に海水が混ざったため）、また錨鎖もなく潮流に流されて午後8時20分浅瀬に座礁した。翌4月7日、200トン警備艇により曳航作業を試みるが失敗し、その後に波浪に流され離礁するもアモイ島南岸に再度座礁した。天津風の森田艦長は根拠地隊司令部と打ち合わせのため負傷乗組員と共に陸上へ向かい、砲術長が指揮をとることになる。すると略奪目的の匪賊（重慶軍とも）に襲撃され、撃退するも1名が戦死した。もう一度曳航を試みたが失敗。ここに至り天津風の機能回復は絶望的となり、廈門特別根拠地隊の協力を得て物資・武装を揚陸、乗組員は退去した。4月8日、天津風の乗組員の退去完了。4月10日、軍艦旗降下の後、爆雷の自爆により爆破処分された。生存者は161名、戦死者39名（便乗者3名含む）。
駆逐艦天津風は8月10日附で帝国驅逐艦籍、不知火型駆逐艦のそれぞれから除籍された。

## 歴代艦長
艤装員長
1. 原為一 中佐：1940年5月1日[160] - 1940年9月15日[161]

駆逐艦長
1. 原為一 中佐：1940年9月15日[161] - 1943年1月10日[162]
2. 田中正雄 中佐/大佐：1943年1月10日[162] - 1944年1月10日[163]
3. 菅明次 少佐：1944年1月10日[163] - 1944年1月14日 漣艦上で戦死のため未着任。同日付任海軍中佐[164]。以後1944年3月13日まで艦長の発令無し。
4. （兼）佐佐木高信 大佐：1944年3月13日[165] - 1944年8月29日[166] （本職：第十一特別根拠地隊参謀）
5. （兼）長谷部喜蔵 大佐：1944年8月29日[166] - 1945年2月10日[167] （本職：早鞆特務艦長）
6. 森田友幸 大尉：1945年2月10日[168] - 1945年4月17日[169]

## 公試成績
| 時期   | 排水量 | 出力      | 速力   | 実施日                     | 実施場所             | 備考      |
| ------ | ------ | --------- | ------ | -------------------------- | -------------------- | --------- |
| 新造時 | 2,553t | 52,150shp | 34.5kt | 1940年（昭和15年）10月17日 | 宮津湾外経ヶ岬標柱間 | 10/10全力 |